# 李庆忠 (1930年)
李庆忠（1930年10月10日—2022年12月26日），江苏昆山人，中国石油工程专家，中国工程院院士。

## 生平
1952年毕业于清华大学物理系，1952年9月，任北京燃料工业部石油管理总局实习员。1953年3月，出任新疆石油管理局地质调查处重力队长、综研队长。1961年5月，任松辽石油会战指挥部、勘探指挥部、地调处综合研究队副队长。1964年3月，华北会战在胜利油田地质指挥所、地球物理攻关队、地研院任副指挥、油田副总工程师。1979年5月，任石油部物探局副总工程师、教授级高级工程师。1995年5月，当选为中国工程院院士。现为中国海洋大学双聘院士。
2022年12月26日逝世，享年92岁。

## 贡献
1996年，李庆忠首次提出了三维地震勘探方法和原理，与俞寿朋等在东营辛镇油田上作试验，用人工进行偏移归位，指导油田详探开发。1974年，他在胜利油田组织了第一片“束状”施工的三维地震，成功发现新立村油田。

## 著作
- 《地震波的基本性質——復雜斷塊區的反射、異常波與幹擾波》，1972年

## 外部連結
- 中国工程院院士——李庆忠